# El método Kominsky

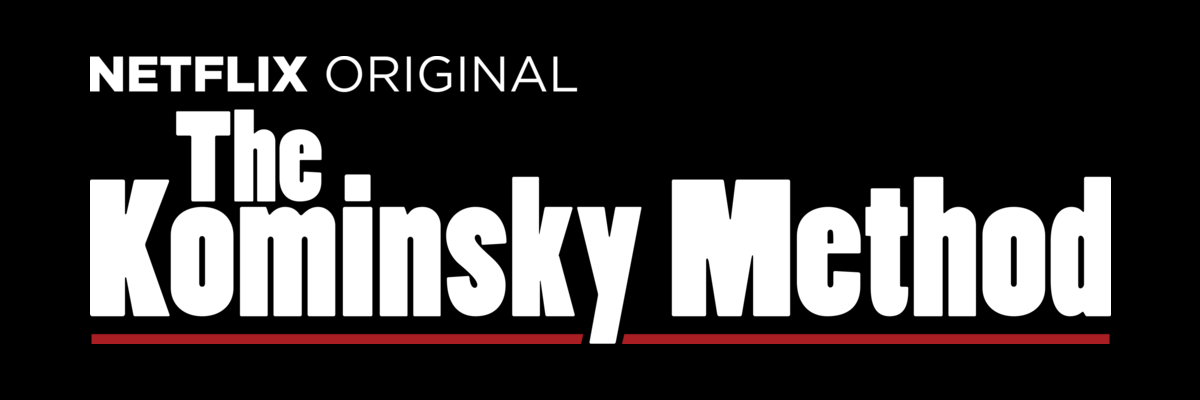
Portada de The Kominsky Method.

El método Kominsky (en inglés, The Kominsky Method) es una serie de televisión estadounidense, creada por Chuck Lorre, que se estrenó el 16 de noviembre de 2018, en Netflix. La serie está protagonizada por Michael Douglas, Alan Arkin, Nancy Travis y Sarah Baker. La serie sigue a un viejo profesor de interpretación que, en otros tiempos, tuvo cierto éxito como actor. El 17 de enero de 2019, Netflix renovó la serie para una segunda temporada. En 2020, Netflix renueva la serie para una tercera y última temporada de seis episodios, esto debido a la salida de Alan Arkin de la serie por cuestiones de prevención sanitaria a causa del Covid-19. La tercera temporada se estrenó el 28 de mayo de 2021 destacando en el top 5 de las series más vistas en la plataforma a nivel global, así cerrando con broche de oro la historia de los amigos Sandy Kominsky y Norman Newlander, escrita por Chuck Lorre .

## Sinopsis
The Kominsky Method sigue a "Sandy Kominsky, un actor que años atrás tuvo éxito durante un breve lapso y que ahora es un venerado formador de actores en Hollywood."

## Reparto y personajes

### Principales
| Actor           | Personaje        | Notas                                                                    |
| --------------- | ---------------- | ------------------------------------------------------------------------ |
| Michael Douglas | Sandy Kominsky   | Actor que ahora trabaja como profesor en Hollywood                       |
| Alan Arkin      | Norman Newlander | Agente y amigo de Sandy                                                  |
| Sarah Baker     | Mindy            | Hija de Sandy que dirige su estudio de actuación con él                  |
| Nancy Travis    | Lisa             | Una divorciada reciente que decide tomar lecciones de actuación de Sandy |

### Recurrentes
| Actor            | Personaje  | Notas                                                                          |
| ---------------- | ---------- | ------------------------------------------------------------------------------ |
| Kathleen Turner  | Roz        | Exmujer de Sandy y madre de Mindy                                              |
| Lisa Edelstein   | Phoebe     | Hija separada de Norman que lucha contra la adicción a las pastillas           |
| Jane Seymour     |            | Antiguo amor de Norman, se vuelven a encontrar tras el fallecimiento de Eileen |
| Susan Sullivan   | Eileen     | Esposa de Norman con quien ha estado casado por 42 años                        |
| Emily Osment     | Theresa    | Alumna en la clase de actuación de Kominsky                                    |
| Graham Rogers    | Jude       | Alumno en la clase de actuación de Kominsky                                    |
| Ashleigh LaThrop | Breana     | Alumna de la clase de actuación de Kominsky                                    |
| Jenna Lyng Adams | Darshani   | Alumno de la clase de actuación de Kominsky                                    |
| Melissa Tang     | Margaret   | Alumna de la clase de actuación de Kominsky                                    |
| Casey Beau Brown | Lane       | Alumno de la clase de actuación de Kominsky                                    |
| Danny DeVito     | Dr. Wexler | Urólogo a quien Sandy va a ver con respecto a su problema urinario             |

### Doblaje de voz en español
| Actor            | Personaje        |
| ---------------- | ---------------- |
| Salvador Vidal   | Sandy Kominsky   |
| Víctor Agramunt  | Norman Newlander |
| Noemí Bayarri    | Mindy            |
| Mercedes Montalá | Lisa             |

## Episodios

### Temporada 1
| N.º | Título original Título en España Título en Hispanoamérica                                                        | Dirigido por         | Escrito por                               | Fecha de lanzamiento original | Código de prod. |
| --- | --- | -------------------- | ----------------------------------------- | ----------------------------- | --------------- |
| 1   | «Chapter One: An Actor Avoids» «Capítulo 1: Un actor evita Capítulo 1: Un actor evita»                           | Chuck Lorre          | Chuck Lorre                               | 16 de noviembre de 2018       | T12.15951       |
| 2   | «Chapter Two: An Agent Grieves» «Capítulo 2: Un agente está de luto Capítulo 2: Un agente llora»                 | Andy Tennant         | Chuck Lorre                               | 16 de noviembre de 2018       | T12.15952       |
| 3   | «Chapter Three: A Prostate Enlarges» «Capítulo 3: Una próstata se agranda Capítulo 3: Una próstata se agranda»   | Donald Petrie        | Chuck Lorre y Al Higgins                  | 16 de noviembre de 2018       | T12.15953       |
| 4   | «Chapter Four: A Kegel Squeaks» «Capítulo 4: El suelo pélvico chirría Capítulo 4: Un Kegel chilla»               | Beth McCarthy-Miller | Chuck Lorre, Al Higgins y David Javerbaum | 16 de noviembre de 2018       | T12.15954       |
| 5   | «Chapter Five: An Agent Crowns» «Capítulo 5: Un agente pone las cosas en su sitio Capítulo 5: Un agente corona»  | Beth McCarthy-Miller | Chuck Lorre                               | 16 de noviembre de 2018       | T12.15955       |
| 6   | «Chapter Six: A Daughter Detoxes» «Capítulo 6: Una hija se desintoxica Capítulo 6: Una hija se desintoxica»      | Andy Tennant         | Chuck Lorre, Al Higgins y David Javerbaum | 16 de noviembre de 2018       | T12.15956       |
| 7   | «Chapter Seven: A String Is Attached» «Capítulo 7: Un favor tiene condiciones Capítulo 7: Una condición aparece» | Donald Petrie        | Chuck Lorre, Al Higgins y David Javerbaum | 16 de noviembre de 2018       | T12.15957       |
| 8   | «Chapter Eight: A Widow Approaches» «Capítulo 8: Una viuda muestra interés Capítulo 8: Una viuda se acerca»      | Andy Tennant         | Chuck Lorre, Al Higgins y David Javerbaum | 16 de noviembre de 2018       | T12.15958       |

### Temporada 2
| N.º | Título original Título en España Título en Hispanoamérica | Dirigido por         | Escrito por              | Fecha de lanzamiento original | Código de prod. |
| --- | --- | -------------------- | ------------------------ | ----------------------------- | --------------- |
| 9   | «Chapter Nine. An Actor Forgets» «Capítulo 9: Un actor pierde la memoria Capítulo 9: Un actor pierde la memoria»                                                 | Andy Tennant         | Chuck Lorre              | 25 de octubre de 2019         | T12.15959       |
| 10  | «Chapter Ten. An Old Flame, an Old Wick» «Capítulo 10: Un viejo amor, una vieja chispa Capítulo 10: Un viejo amor, una vieja chispa»                             | Beth McCarthy-Miller | Chuck Lorre              | 25 de octubre de 2019         | T12.15960       |
| 11  | «Chapter Eleven. An Odd Couple Occurs» «Capítulo 11: Una pareja singular Capítulo 11: Una pareja singular»                                                       | Andy Tennant         | Chuck Lorre              | 25 de octubre de 2019         | T12.15961       |
| 12  | «Chapter Twelve. A Libido Sits in the Fridge» «Capítulo 12: La libido se guarda en el frigorífico Capítulo 12: La libido se guarda en el frigorífico»            | Beth McCarthy-Miller | Chuck Lorre              | 25 de octubre de 2019         | T12.15962       |
| 13  | «Chapter Thirteen. A Shenckman Equivocates» «Capítulo 13: Un Shenckman se equivoca Capítulo 13: Un Shenckman se equivoca»                                        | Andy Tennant         | Chuck Lorre              | 25 de octubre de 2019         | T12.15963       |
| 14  | «Chapter Fourteen. A Secret Leaks, a Teacher Speaks» «Capítulo 14: Un secreto se filtra, un profesor habla Capítulo 14: Un secreto se filtra, un profesor habla» | Beth McCarthy-Miller | Chuck Lorre              | 25 de octubre de 2019         | T12.15964       |
| 15  | «Chapter Fifteen. A Hand Job Is Forgiven» «Capítulo 15: Se perdona una paja Capítulo 15: Se perdona una paja»                                                    | Andy Tennant         | Chuck Lorre y Al Higgins | 25 de octubre de 2019         | T12.15965       |
| 16  | «Chapter Sixteen. A Thetan Arrives» «Capítulo 16: Llega un thetán Capítulo 16: Llega un thetán»                                                                  | Beth McCarthy-Miller | Chuck Lorre y Al Higgins | 25 de octubre de 2019         | T12.15966       |

### Temporada 3
| N.º | Título original Título en España Título en Hispanoamérica                                                                                             | Dirigido por         | Escrito por | Fecha de lanzamiento original | Código de prod. |
| --- | --- | -------------------- | ----------- | ----------------------------- | --------------- |
| 17  | «Chapter Seventeen. In all the old familiar places» «Capítulo 17. Esos viajes lugares conocidos Capítulo 17. Esos viajes lugares conocidos»           | Chuck Lorre          | Chuck Lorre | 28 de mayo de 2021            | T12.15967       |
| 18  | «Chapter Eighteen. You only give me your funny paper» «Capítulo 18. Papel mojado Capítulo 18. Papel mojado»                                           | Andy Tennant         | Chuck Lorre | 28 de mayo de 2021            | T12.15968       |
| 19  | «Chapter Nineteen. And it's getting more and more absurd» «Capítulo 19. Cada vez más absurdo Capítulo 19. Cada vez más absurdo»                       | Andy Tennant         | Chuck Lorre | 28 de mayo de 2021            | T12.15969       |
| 20  | «Chapter Twenty. The round toes, of the high shoes» «Capítulo 20. Viejos amigos Capítulo 20. Viejos amigos»                                           | Beth McCarthy-Miller | Chuck Lorre | 28 de mayo de 2021            | T12.15970       |
| 21  | «Chapter Twenty One. Near, far, wherever you are» «Capítulo 21. Cerca, lejos, dondequiera que estés Capítulo 21. Cerca, lejos, dondequiera que estés» | Andy Tennant         | Chuck Lorre | 28 de mayo de 2021            | T12.15971       |
| 22  | «Chapter Twenty Two. The fundamental things apply» «Capítulo 22. Las cosas esenciales Capítulo 22. Las cosas esenciales»                              | Andy Tennant         | Chuck Lorre | 28 de mayo de 2021            | T12.15972       |

## Producción

### Desarrollo
El 14 de agosto de 2017, se anunció que Netflix estaba finalizando un pedido en serie para la producción de una primera temporada compuesta por diez episodios. La serie fue fijada para ser escrita por Chuck Lorre, Al Higgins, y David Javerbaum. Lorre también estaba listo para dirigir el primer episodio y la producción ejecutiva junto a Michael Douglas. Las compañías de producción involucradas en la serie estaban programadas para consistir en Warner Bros. Television y Chuck Lorre Productions. El 29 de julio de 2018, durante la gira anual de verano de la Television Critics Association se anunció que la serie se estrenaría el 16 de noviembre de 2018.

### Casting
Junto con el anuncio del pedido de la serie, se confirmó que Michael Douglas y Alan Arkin habían sido elegidos como protagonistas de los papeles principales de Sandy Kominsky y Norman Newlander, respectivamente. En enero de 2018, se anunció que Nancy Travis y Sarah Baker habían sido elegidos para los papeles principales y que Susan Sullivan, Emily Osment, Graham Rogers, Ashleigh LaThrop, Jenna Lyng Adams, Melissa Tang, Casey Brown, y Lisa Edelstein aparecerían en calidad de actores recurrentes.

## Recepción
La serie ha recibido una respuesta crítica positiva en su estreno. En la página web de agregación de reseñas Rotten Tomatoes, la serie tiene un índice de aprobación del 80% con un promedio de 6,38 sobre 10, basado en 16 críticas. El consenso crítico del sitio web dice: "Lleno de humor y corazón, El Método Kominsky pinta un retrato sorprendentemente conmovedor -aunque un poco estereotipado- de la vida y la vejez, elevado por dos actuaciones de primera de actores legendarios como Alan Arkin y Michael Douglas". Metacritic, que utiliza un promedio ponderado, asignó a la serie una puntuación de 67 sobre 100 basada en 13 críticos, lo que indica "críticas por lo general favorables".